# Pierre Saint-Jacques
Pierre Saint-Jacques es un jinete estadounidense que compitió en la modalidad de doma. Ganó una medalla de oro en los Juegos Panamericanos de 2003, en la prueba por equipos.

## Palmarés internacional
| Juegos Panamericanos | Juegos Panamericanos            | Juegos Panamericanos | Juegos Panamericanos |
| Año                  | Lugar                           | Medalla              | Categoría            |
| -------------------- | ------------------------------- | -------------------- | -------------------- |
| 2003                 | Santo Domingo (Rep. Dominicana) | Medalla de oro       | Por equipos          |